# Aprilie 1996
Acest articol este generat integral pe baza informațiilor din articolul 1996 și este actualizat periodic de un robot.
 Editările făcute în articol vor fi șterse la următoarea actualizare! Dacă doriți să faceți modificări, editați articolul-sursă.

ianuarie -
februarie -
martie -
aprilie -
mai -
iunie -
iulie -
august -
septembrie -
octombrie -
noiembrie -
decembrie
Aprilie 1996 a fost a patra lună a anului și a început într-o zi de luni.

## Evenimente
- 5 aprilie: Traian Băsescu, deputat PD de Vaslui, își anunță demisia din Parlamentul României pentru a nu mai beneficia de imuniate parlamentară și a se pune la dispoziția Parchetului General în vederea soluționării unor dosare în care a fost implicat.[1]
- 9 aprilie: Șefului Statului Major al Armatei, Dumitru Cioflină, declară că dacă comunistul Ghennadi Ziuganov va câștiga alegerile prezidențiale din Rusia, România ar trebui să se orienteze către o alianță regională extra-NATO a țărilor fostului Tratat de la Varșovia. Președinția, MAPN și MAE vor preciza că ipoteza lui Cioflină nu corespunde obiectivelor politicii externe a României pentru care integrarea în NATO reprezintă o prioritate indiscutabilă.[1]
- 12 aprilie: Se dă publicității un sondaj de opinie în legătură cu preferințele pentru viitorul președinte al României: Ion Iliescu - 29%; Emil Constantinescu - 15%; Petre Roman -12%; C.V. Tudor - 4%; Gheorghe Funar - 2%; Nicolae Manolescu - 1%; Teodor Meleșcanu - 1%; Adrian Năstase - 1%: Adrian Păunescu - 1%; indeciși - 32%.[1]
- 12 aprilie: Ion Cioabă, autoproclamatul rege internațional al romilor, îi propune generalului Nicolae Nițu, comandantul Poliției Capitalei, să candideze la funcția de primar general al Bucureștiului pentru care îl vor vota romii săi, admiratori ai calităților celui pe care-l numesc cu afecțiune „tata Nițu“.[1]
- 17 aprilie: A fost inaugurat oficial primul reactor al Centralei nuclearo-electrice de la Cernavodă care va furniza pentru început 8% din necesarul energetic al țării. România devine prima țară din Europa de Est care deține acest gen de centrală.
- 21 aprilie: În urma cererii de ridicare a imunității parlamentare a lui Corneliu Vadim Tudor de către Ministerul justiției, pentru 11 dosare dintre care 10 au ca obiect calomnierea unor personalități ale vieții politice și culturale, iar cel de-al 11-lea ofensă adusă autorităților (acuzații l adresa lui Ion Iliescu și Virgil Măgureanu), senatorii au votat (85 voturi pentru și 39 împotrivă) ridicarea imunității parlamentare.[2]
- 22 aprilie: Consiliul Național Palestinian și-a deschis lucrările, după 32 de ani de exil.
- 22 aprilie: Războiul din Kosovo. Război etnic în Kosovo, Iugoslavia (1996-1999) în care au fost implicați 20 beligeranți.

## Nașteri
- 2 aprilie: André Onana Onana, fotbalist camerunez (portar)
- 3 aprilie: Fabián Ruiz, fotbalist spaniol
- 8 aprilie: Florentina Iusco, atletă română
- 8 aprilie: George Alexandru Pușcaș, fotbalist român (atacant)
- 8 aprilie: Florentina Iusco, atletă română
- 8 aprilie: Raul Constantin Dobre, bober român
- 9 aprilie: Rron Broja, fotbalist albanez
- 9 aprilie: Giovani Lo Celso, fotbalist argentinian
- 10 aprilie: Andreas Christensen (Andreas Bødtker Christensen), fotbalist danez
- 10 aprilie: Cristina Laslo, handbalistă română
- 10 aprilie: Loïc Nottet, cântăreț belgian
- 10 aprilie: Thanasi Kokkinakis, jucător de tenis australian
- 11 aprilie: Dele Alli (Bamidele Jermaine Alli), fotbalist englez
- 12 aprilie: Jan Kacper Bednarek, fotbalist polonez
- 12 aprilie: Matteo Berrettini, jucător italian de tenis
- 13 aprilie: Marko Grujić, fotbalist sârb
- 14 aprilie: Abigail Breslin, actriță americană
- 16 aprilie: Kento Misao, fotbalist japonez
- 18 aprilie: Ioana Ducu, jucătoare română de tenis
- 24 aprilie: Ashleigh Barty, jucătoare australiană de tenis
- 25 aprilie: Allisyn Ashley Arm, actriță americană
- 25 aprilie: Ionuț Nedelcearu, fotbalist român
- 26 aprilie: Constantin Radu, canotor român

## Decese
Alexandru Diordiță, politician moldovean sovietic (n. 1911)
Gerry L'Estrange, 78 ani, politician irlandez (n. 1917)
Vjekoslav Kaleb, 90 ani, scriitor croat (n. 1905)
Mircea Ciobanu (n. Mircea Sandu), 55 ani, poet, prozator și eseist român (n. 1940)
Rafael Orozco (Rafael Orozco Flores), 50 ani, pianist spaniol (n. 1946)
Frank Riley (aka Frank Rhylick), 80 ani, scriitor american (n. 1915)
Mario David, actor francez (n. 1927)
David Opatoshu (n. David Opatovsky), 78 ani, actor american (n. 1918)